# واجفتیدگی
با انبساط جهان و سرد شدن آن، به تدریج فوتون‌های نور انرژی خود را از دست دادند، و دیگر قادر نبودند اتم‌ها را چون گذشته یونیزه کنند. وضعیت دقیقاً همان چیزی است که در پدیده فوتوالکتریک رخ می‌دهد: فوتون‌های با طول‌موج بلند، هر چقدر هم پرتعداد، نمی‌توانند الکترون را از اتم فلز جدا کنند. در نهایت، تمام الکترون‌ها در حالت پایه مستقر شدند، و فوتون‌ها نتوانستند هیچ برهم‌کنشی داشته باشند. در طی یک مدت کوتاه، جهان از یک حالت کدر، به یک جهان کاملاً شفاف تبدیل شد. از آن پس و در ادامه انبساط جهان، فوتون‌ها توانستند بدون مانع حرکت کنند. این فرایند به واجفتیدگی  معروف است.

## منبع
1. ↑  کتاب آشنایی با کیهان‌شناسی نوین، صفحه ۱۱۱

- لیدل، اندرو. آشنایی با کیهان‌شناسی نوین. ترجمهٔ غلامرضا شاه‌علی. شیراز: انتشارات شاهچراغ. شابک ۹۷۸-۹۶۴-۲۶۳۲-۷۶-۳.